# Zygmunt Rzuchowski

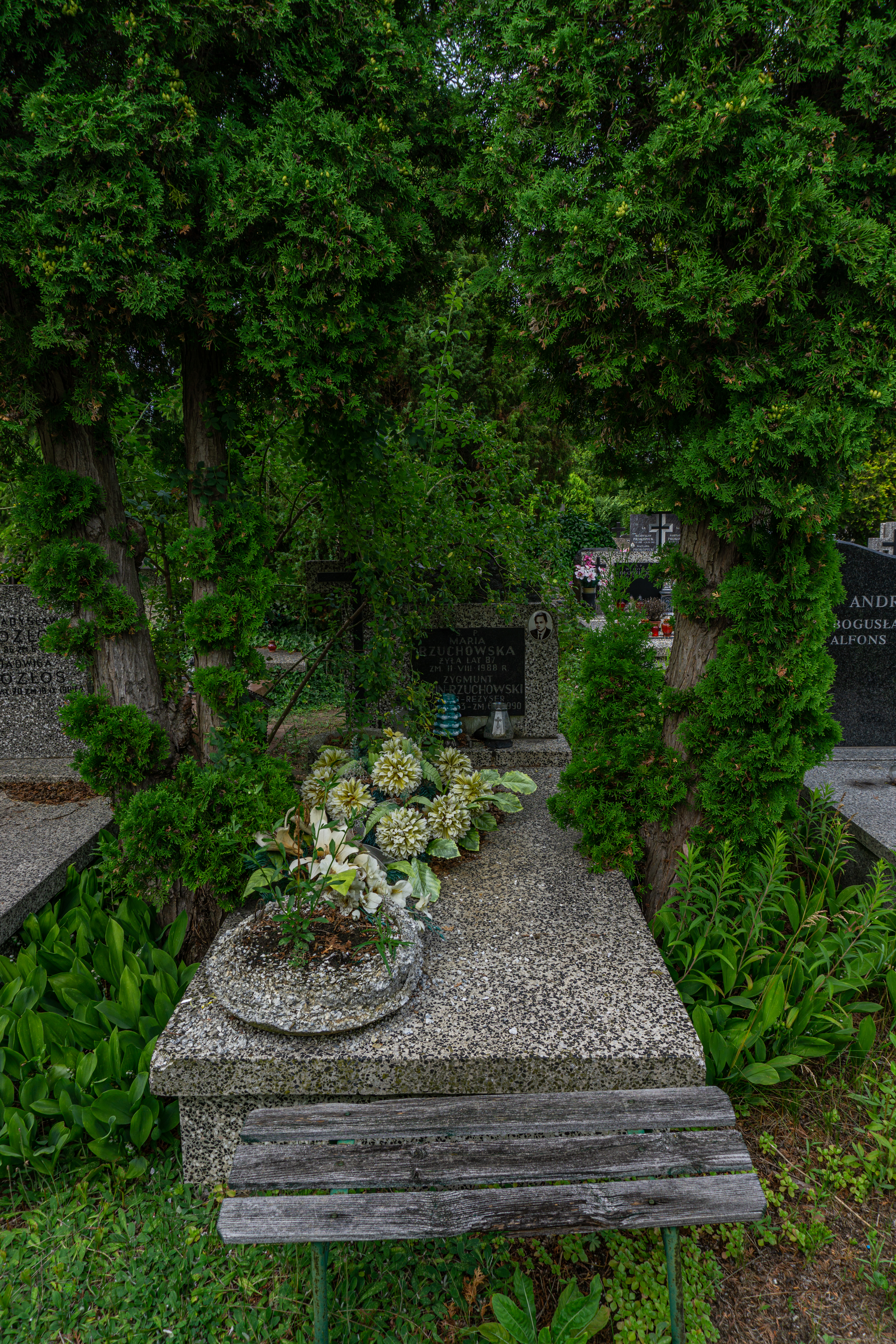
Grób Zygmunta Rzuchowskiego na cmentarzu Komunalnym Północnym w Warszawie

Zygmunt Rzuchowski (wł. Zygmunt Dunin-Rzuchowski) (ur. 19 maja 1923 w Chojnicach, zm. 6 lutego 1990 w Warszawie) – polski aktor i reżyser.
Studiował w Państwowym Studium Dramatu w Warszawie, równocześnie w sezonie 1946/1947 był aktorem Teatrów Miejskich w Sosnowcu. Po ukończeniu studiów wyjechał do Gdańska, gdzie w sezonie 1948/1949 grał w Teatrze Wybrzeże. Kolejny sezon spędził na deskach łódzkiego Teatru im. Stefana Jaracza, a następnie wyjechał do Katowic, gdzie przez cztery sezony grał w Teatrze Śląskim im. Stanisława Wyspiańskiego. Od 1955 przez trzy sezony był aktorem Starego Teatru w Krakowie, a następnie na stałe zamieszkał w Warszawie. Od 1959 do 1962 grał w Teatrze Polskim, kolejne dziewięć lat w Teatrze Klasycznym, a od 1971 do przejścia w stan spoczynku w 1988 był związany z Teatrem Rozmaitości. Po 1959 był reżyserem kilku przestawień.